# Parafia Wniebowzięcia Najświętszej Maryi Panny w Cieszkowie
Parafia Wniebowzięcia Najświętszej Maryi Panny – parafia rzymskokatolicka należąca do dekanatu Zduny diecezji kaliskiej. Została utworzona w 1834. Mieści się przy ulicy Waryńskiego w Cieszkowie. Prowadzą ją Salezjanie.

## Proboszczowie
- ks. Piotr Strykowski (2016–2025)[1]
- ks. Piotr Drapiewski (2025– )[1]